# Дубов, Андрей Игоревич
Андрей Игоревич Дубов — советский и российский живописец, педагог. Академик РАХ (2024; член-корреспондент 2009). Заслуженный художник РФ (2004).

## Биография
Родился 12 апреля 1959 года в Москве.
После окончания московской средняя художественной школы (1977), окончил Московский полиграфический институт (1982), факультет Художественно-техническое оформление печатной продукции. (Художник-график, руководители дипломного проекта А. В. Васнецов, Д. С. Бисти). После службы в Военно-морском флоте (1982—1984), работал на Комбинате монументально-декоративного искусства.
В 1988 году был принят в Московский Союз художников СССР.
Член Московского отделения союза художников России (2002), член Творческого союза художников России (2009).
Живёт и работает в Москве.

## Основные произведения
Монументальныекомплекс витражей для Музея боевой Славы воинской части в Истре, гобелены «Слава русскому оружию» (1980-90-е годы);
СтанковыеПолки. х.м. 1996. 100х90; Рынок. х.м. 2003. 145х190; Тотьма. х.м. 1996. 80х100; Натюрморт с фруктами. 2009. 50х50; Натюрморт с дыней и арбузом. 2009. 69х89; Натюрморт на столе. х.м. 2003. 45,5х96; Натюрморт с фруктами. х.м. 2003. 50х70; Окно. 1995. 100х80; Натюрморт с фигурками. х.м. 1994. 110х120; Натюрморт в интерьере. х.м. 1990. 100х100, серии работ, посвященные Москве, воронежская серия, серия пейзажей Суздаля и Плёса и многие другие.

## Основные выставки

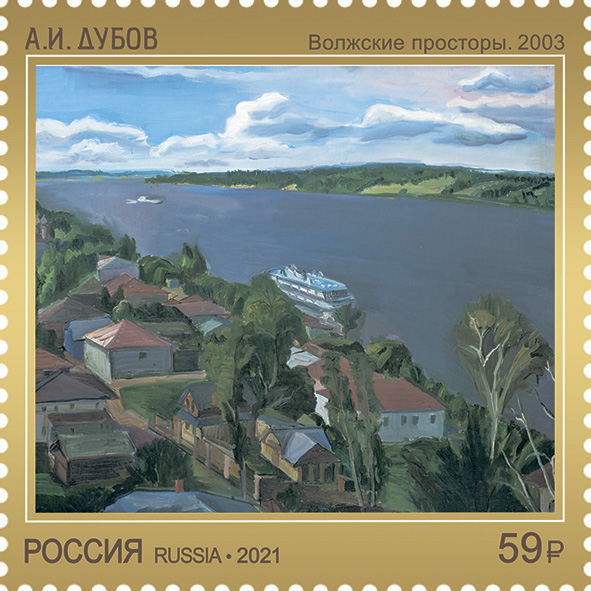
Картина А. И. Дубова «Волжские просторы» (2003) на почтовой марке

В Муниципальной галерее Костромы (2005), в Рязанском музее «Новые поступления»(2005), в выставочном зале МОСХа России, ул. Беговая, 7/9 (2006), в Музее мещанского района Москвы в выставочном зале на Проспекте Мира (2011), в городе Суй Фен Хе (Китай, 2012), в залах Российской академии художеств на Пречистенке 21 (2014), в Россотрудничестве в Лондоне (Великобритания, 2016), в Ставропольском музее (2018), в Смоленском государственном музее-заповеднике, Исторического музея (Смоленск, 2019), в Государственном Русском музее (Санкт-Петербург, 2019).
Произведения представлены в собраниях: Государственного Русского музея, Таганрогской картинной галерее, фонде РОСИЗО, Рязанском областном художественном музее, Томском областном художественном музее, картинной галерее г. Кутаиси, Музее истории и культуры Среднего Прикамья г. Серапул, Центральном музее Великой Отечественной войны 1941—1945 гг., Министерстве культуры России, Кемеровском областном музее изобразительных искусств, Государственном историко-архитектурном, художественном и ландшафтном музее-заповеднике «Царицыно», Курской областной картинной галерее им. А. А. Дейнеки, Курганском областном художественном музее, Тульском областном художественном музее, Государственном центральном музее современной истории России, Фонде им. М. С. Горбачева, Музее пейзажа г. Плес, Ставропольском художественном музее, в частных коллекциях Германии, Италии, Бельгии.

## Преподавательская деятельность
Московский политехнический университет (с 2004), профессор кафедры рисунка и живописи (с 2011).
Общественная деятельность: Председатель секции живописи Московского отделения Творческого союза художников России (с 2011 по настоящее время). Председатель выставочной комиссии Московского отделения Союза художников России (с 2008 по настоящее время)

## Государственные и общественные награды
- Заслуженный художник Российской Федерации (2004)
- Серебряная медаль ТСХР (2009)
- Золотая медаль ТСХР (2010)
- Юбилейная медаль 50 лет МОСХ России (2010)
- Золотая медаль СХР «Духовность, традиции, мастерство» (2015)
- Медаль МОСХ России «За развитие традиций» (2018)
- Золотая медаль СХР «Духовность, традиции, мастерство» (2020)
- Орден Дружбы (2020)[1]

Награды РАХ
- Серебряная медаль РАХ (2012)
- Золотая медаль РАХ (2014)
- медаль «Достойному» (2016)
- медаль «Шувалов» РАХ (2017).